# Philandre
Jean-Baptiste Monchaingre (ou Mouchaingre), dit Philandre, est un comédien français, né vers 1616 et mort le 25 avril 1691.

## Carrière
Philandre commence sa carrière de comédien vers 1637 dans la troupe de Floridor. Il joue au Théâtre du Marais en 1647-1648 et fait ensuite partie de la troupe du prince d'Orange qui se produit dans les Pays-Bas espagnols. Vers 1660, il crée une nouvelle troupe avec Raymond Poisson, dit Belleroche, sous la protection du prince de Condé.
Renonçant officiellement au théâtre en 1667, il continue pourtant à jouer pendant huit ans et se retire en 1675 au château de Brissac. Il meurt à Trèves (Maine-et-Loire) le 25 avril 1691. Sa sépulture se trouve à Cunault. Il avait épousé la comédienne Angélique Mesnier, dite Mademoiselle Desmarest.
Philandre a été personnifié dans Le Roman comique de Paul Scarron sous les traits de Léandre, sa femme sous ceux d'Angélique.